# Carla Czudnowsky
María Carla Czudnowsky (Buenos Aires, 1 de mayo de 1971) es una periodista y presentadora de radio y televisión argentina. Formó parte de Duro de Domar (en Canal 9), "Bendita", "Todas las tardes" y Telenueve Central. Actualmente regresó a la versión 2023 de "Duro de Domar", transmitido por C5N, y en 2024 condujo "Sobredosis de TV" en el mismo canal.

## Biografía
Nació en una familia de clase media alta, su padre es contador público y su madre arquitecta. Al finalizar la escuela secundaria, Czudnowsky se anotó en el Instituto Superior de Comunicación Social (COSAL) para ser locutora, pero no la aceptaron «por pronunciar demasiado fuerte las eses»,
En septiembre de 2018, Carla Czudnowsky contrajo matrimonio en la ciudad de Nueva York con el guionista y productor de cine Roberto Barandalla. Ambos son padres de Benjamín y Bruno.

## Televisión
| Año                      | Programa                      | Canal                             | Rol                    |
| ------------------------ | ----------------------------- | --------------------------------- | ---------------------- |
| 1997-1999                | Zoo, las fieras están sueltas | América TV                        |                        |
| 2002-2003                | Kaos en la ciudad             | El Trece                          |                        |
| 2004                     | ¿Y a vos quién te ama?        | América TV                        |                        |
| 2006-2008                | Argentinos por su nombre      | El Trece                          |                        |
| 2007-2008                | Mañana Vemos                  | Televisión Pública Argentina      |                        |
| 2009-2010                | 678                           | Televisión Pública Argentina      |                        |
| 2011-2013, 2023-presente | Duro de domar                 | elnueve (2011-2013) - C5N (2023-) | Panelista              |
| 2014                     | Animales sueltos              | América TV                        | Panelista              |
| 2014-2017                | Ponele la firma               | América TV                        | Panelista              |
| 2018-presente            | Bendita                       | elnueve                           | Panelista              |
| 2019-2023                | Todas las tardes              | elnueve                           | Panelista              |
| 2020-presente            | Telenueve central             | elnueve                           | Panelista              |
| 2024                     | Sobredosis de TV              | C5N                               | Conductora             |
| 2024, 2025-presente      | A la Barbarossa               | Telefe                            | Panelista de reemplazo |

Su debut televisivo fue en Zoo, las fieras están sueltas, programa conducido por Juan Castro, a quien también acompañó en Kaos en la ciudad. En ambos ciclos era la encargada de las notas relacionadas con el sexo.
Fue columnista de Argentinos por su nombre en Canal 13.

## Radio
Kabul FM 107.9
- Los 90 fueron nuestros

Radio Spika FM 103.1
- Tu perdonas... yo no

Vale 97.5
- Mucho que contar

Pop 101.5
- Código Sily
- La Negra Pop

Radio 10
- La Vuelta de Zloto

Radio con Vos
- El horno está para bollos

La Uno
- Todo incluido